# Lê Tất Thắng
Lê Tất Thắng là một sĩ quan cao cấp trong Quân đội nhân dân Việt Nam, hàm Thiếu tướng, hiện là Ủy viên Đảng ủy Quân khu 4, Phó Tư lệnh Quân khu 4. Ông nguyên là Phó Tham mưu trưởng Quân khu 4, Sư đoàn trưởng Sư đoàn 324, Quân khu 4.

## Thân thế và binh nghiệp
Trước năm 2017, ông là Sư đoàn trưởng Sư đoàn 324, Quân khu 4. Đến tháng 7 năm 2017, ông được bổ nhiệm làm Phó Tham mưu trưởng Quân khu 4.
Ngày 25 tháng 1 năm 2021, ông được thăng hàm từ Đại tá lên Thiếu tướng, đồng thời được bổ nhiệm làm Phó Tư lệnh Quân khu 4 theo hai quyết định vào ngày 23 trước đó là Quyết định số 116 của Thủ tướng Chính phủ và Quyết định số 88 ngày của Chủ tịch nước.